# 柘汪镇
柘汪镇为江苏省连云港市赣榆区下属乡镇，位于赣榆县东北部，为全县北大门，北、西
两面分别与山东省日照市、临沂市接壤。
至2007年底，全镇行政区域面积72.3平方千米，海岸线11.8千米，耕地面积3535公顷，辖24个行政村，43个自然村，1个居委会，5.21万人口。

## 经济
2007年，实现国内生产总值7.0亿元，农民人均纯收人6959元，财政收人5110万元。

## 行政区划
以下详细区划及数据采用2007年底统计信息。
2007年底，辖24个行政村，43个自然村，1个居委会。

### 响石村
响石村有14个村民小组，由王政书记领导，1210户，46闷4口人，耕地面积39.22公顷。2020年工农业总产值150亿元，国内生产总值350亿元，人均纯收人15465元。响石村支柱产业是滩涂养殖和海洋捕捞。有港口1处，各类渔船60条。

### 东林子村
东林子村有10个村民小组，862户，2962口人，耕地面积30.68公顷。2007年工农业总产值9980万元，国内生产总值4750万元，人均纯收人8430元。东林子村有海洋捕捞的传统优势，80%以上的农户从事海洋捕捞业，有港口1处，各类渔船51条。

### 中林子村
中林子村有3个村民小组，392户，1300口人，耕地面积59.36公顷。2007年全村工农业总产值3660万元，国内生产总值1670万元，人均纯收人7946元。滩涂养殖是该村支柱产业。

### 西林子村
西林子村有5个村民小组，农户362家，人口1438人，耕地面积45.56公顷。2007年工农业总产值1.5亿元，国内生产总值6600万元，人均纯收人9558元。西林子村是省级文明村，主要支柱产业是海洋捕捞和紫菜加工，有盛林、瑞林等紫菜加工企业，全村90%以上的农户从事海洋捕捞或滩涂养殖。

### 甘县村
甘县村有4个村民小组，292户，1016口人，耕地面积18公顷。2007年，工农业总产值4200万元，国内生产总值2以刃万元，人均纯收人8308元。甘县村支柱产业是海洋捕捞。

### 东柘汪村
东柘汪村辖东柘汪、大新庄两个自然村，共有11个村民小组，580户，1985口人，耕地面积45.89公顷。2007年，全村工农业总产值7500万元，国内生产总值3700万元，人均纯收人8227元。东柘汪村主要经济产业是村办工业、海洋捕捞及个体私营业。有港口1处，各类渔船30条，骨干企业鸿福水产实业、鸿祥冷藏厂等。

### 西柘汪村
西柘汪村共有6个村民小组，386户，1497口人，耕地面积46.56公顷。2007年，全村工农业总产值3900万元，国内生产总值1400万元，人均纯收人80巧元。西柘汪村是柘汪镇驻地，农民主要收人来自种植、养殖及个体运输业。

### 秦家沙村
秦家沙村辖秦家沙、秦河两个自然个村，共有15个村民小组，910户，3363口人，耕地面积103.69公顷。2(X)7年，工农业总产值1.55亿元，国内生产总值7300万元，人均纯收人7966元。秦家沙村经济支柱海洋捕捞滩涂养殖业，村内个体私营经济在近几年也得到蓬勃发展。有港口1处，各类渔船21条，有康康紫菜、好丽友友食品科技、怡怡服装、兰听制衣等投资过500万元企业9家，紫菜加工技术全省领先。

### 大王坊村
大王坊村有8个村民小组，404户，1605口人，耕地面积60公顷。2007年工农业总产值2500万元，国内生产总值1200万元，人均纯收人6665元。全村大多数人从事海产品加工，并在北京、济南、舟山等大中城市建有水产品批发点，是远近闻名的水产专业村。

### 小王坊村
小王坊村有4个村民小组，384户，1206口人，耕地面积39，48公顷。2007年工农业总产值2100万元，国内生产总值6000万元，人均纯收人6509元。小王坊村是传统手工艺村，全村有近一半的农户从事装满、建筑等，其他村民在农闲时从事海产品经营。

### 马站村
马站村有4个村民小组，483户，1923口人，耕地面积60公顷。2007年工农业总产值1.5亿元，国内生产总值6000万元，人均纯收人7138元。马站村利用地处苏鲁省界、204国道穿村而过的区位优势，沿村内道路两侧全部建了商住两用楼，大力发展个私企业100余户，其中，塑料颗粒加工成为全村龙头企业，全村男女老少都有挣钱门路。

### 东棘荡村
东棘荡村有4个村民小组，425户，1572口人，耕地面积84.51公顷。2007年工农业总产值2910万元，国内生产总值1300万元，人均纯收人6576元。东棘荡村的边贸流通很有特色，全村现有各类运输车辆300余辆。

### 西棘荡村
西棘荡村有4个村民小组，588户，2265口人，耕地面积128.13公顷。2007年工农业总产值1.5亿元，国内生产总值6200万元，人均纯收人7794元。西棘荡村为远近闻名的塑料颗粒加工专业村，市级文明村。全村有80%的户从事相关行业。村里建了颗粒加工小区，引进外地客商进小区经营，全村共发展塑料颗粒加工厂95家，有投资过500万元的铸造厂、耐火材料厂、铁艺厂等企业6家。

### 盘古岭村
盘古岭村辖盘古岭、葛埠两个自然村，共有4村民小组，417户，1572口人，耕地面积57.43公顷。2007年工农业总产值4500万元，国内生产总值2000万元，人均纯收人7340元。全村紧靠204国道，边贸运输业搞得很红火。

### 吴功村
吴功村辖东吴功、西吴功两个自然村。共有5个村民小组，710户，2432口人，耕地面积152.68公顷。2(X)7年工农业总产值4100万元，国内生产总值200万元，人均纯收人6262元。全村养殖业发达，带动了相关的粮食经营。村内有100余名捻船匠活跃在本县沿海地区及山东威海、岚山一些港口。支柱工业有煤炭贮运公司等。

### 田唐村
田唐村辖田家庄、唐瞳、王家庄3个自然村，共有3个村民小组，636户，2153口人，耕地面积145.54公顷。2007年工农业总产值4000万元，国内生产总值1900万元，人均纯收人5605元。该村地处丘陵，以农业生产为主。

### 下驾沟村
下驾沟村辖大下驾沟、东下驾沟、西下驾沟3个自然村，共有6个村民小组，675户，2309口人，耕地面积164.42公顷。2007年工农业总产值3570万元，国内生产总值1850万元，人均纯收人4823元。下驾沟村为省级文明村。

### 霍官庄村
霍官庄村有2个村民小组，400户，1400口人，耕地面积126.73公顷。2007年工农业总产值3560万元，国内生产总值1200万元，人均纯收人6003元。该村的泥器制作和规模养殖小有名气，村办企业有耐火材料厂等。2007年引进2500万元投资兴建了“连云港紫光特种耐火材料有限公司”和“金铸有限公司”。

### 四草城村
四草城村辖杨草城、郭草城、刘草城、姜草城4个自然村，有7个村民小组，452户，1372人，耕地面积60公顷。2007年工农业总产值2300万元，国内生产总值1100万元，人均纯收人5099元。全村现有县级优质富士果品基地1处，高精度对撞式面粉加工厂1处，果品经销市场1处，为苏鲁边界闻名的生猪饲养基地。

### 陡岭村
陡岭村辖魏斗沟、姜斗沟、宋岭3个自然村，共有7个村民小组，477户，1716口人，耕地面积113.72公顷。2007年工农业总产值2500万元，国内生产总值1100万元，人均纯收人5437元。该村地处丘陵，结合产业结构调整，建核桃等杂果基地1处。该村的石材加工业很有特色。

### 韦岭村
韦岭村辖韦家岭、李斗沟两个自然村，共有4个村民小组，372户，1286口人，耕地面积126.73公顷。2007年工农业总产值1850万元，国内生产总值800万元，人均纯收人6205元。

### 花埃头村
花埃头村有3个村民小组，333户，1113口人，耕地面积88.64公顷。2007年工农业总产值1350万元，国内生产总值600万元，人均纯收人5177元。

### 侍家庄村
侍家庄村有2个村民小组，387户，1256口人，耕地面积93公顷。2007年工农业总产值1500万元，国内生产总值6(X)万元，人均纯收人5768元。

### 四湖村
四湖村辖仲家湖、董家湖、张家湖、陈家湖4个自然村，共有10个村民小组，1037户，3402口人，耕地面积巧8.95公顷。2007年工农业总产值4560万元，国内生产总值2200万元，人均纯收人6162元。全村煎饼加工业、布匹经营都有一定规模，小城镇建设初具规模，无公害果蔬生产已形成气候。